# 巴利克羅伊國家公園
巴利克羅伊國家公園（英語：愛爾蘭語：）是愛爾蘭共和國的一處國家公園，位於梅奧郡的西北部。巴利克羅伊國家公園是歐洲面積最大的泥炭地形之一，並且有著極為多樣的動物生態系統。巴利克羅伊國家公園成立於1998年11月1日。 

## 外部連結
- Website （页面存档备份，存于）

54°01′01″N 9°42′00″W / 54.017°N 9.700°W